# 1987年ブルキナファソクーデター
1987年ブルキナファソクーデター（The 1987 Burkina Faso coup d'état）は、1987年10月15日にブルキナファソで発生したクーデターである。
かつて起こった1983年オートボルタクーデターではトーマス・サンカラの友人且つ仲間であり、当時国家元首の座に就いていたサンカラ大統領の側近であったブレーズ・コンパオレがクーデターを首謀した。
尚、コンパオレは自身が起こしたクーデターについて一度も認めておらず、サンカラの支持者であることを主張し続けている。